# Adolf Lodewijk Waaldijk
Adolf Lodewijk Waaldijk (Paramaribo, 6 februari 1888 – aldaar 20  mei 1959) was onderwijzer, hoofd van een basisschool en een school voor voortgezet onderwijs. Hij was oprichter en directeur van de Eerste Surinaamsche Huishoud- en Industrieschool, later omgedoopt tot het A.L. Waaldijkcollege. Hij vervulde vele maatschappelijke functies, waaronder voorzitter van het Emancipatie Herdenkings Comité, lid van de  Raad van Advies en voorzitter van de Bemiddelingsraad.

## Loopbaan in het onderwijs
Na het voltooien van de onderwijzersopleiding werkte hij van 1905 tot 1909 in Domburg als onderwijzer bij het bijzonder onderwijs van de Evangelische Broedergemeente. Daarna stapte hij over naar het openbaar onderwijs. In april 1926 werd hij benoemd tot hoofd van de Dr. H.D. Benjaminsschool in Paramaribo. Vervolgens was hij hoofd van de Van Sypesteynschool ULO. In juni 1940 ging hij met pensioen.

## Nevenfuncties
Waaldijk vervulde tijdens en na zijn vaste werk in het onderwijs vele bestuurlijke nevenfuncties. Hij was lid van de commissie van de machinistencursus en directeur van een tweejarige opleiding tot assistent-lerares bij het nijverheidsonderwijs. Hij was lid van de reclasseringscommissie en lid van de commissie van de administratie van de gevangenissen in Paramaribo en Nieuw-Amsterdam.

### Emancipatiecomité
In 1937 werd het Emancipatie Herdenkings Comité opgericht. Waaldijk was voorzitter, J.C. de Miranda secretaris en H.J. de Vries penningmeester. Het comité werd belast met de organisatie van de herdenking en de feestelijkheden ter gelegenheid van de afschaffing van de slavernij op 1 juli 1863. Het comité richtte zich op een geschenk van blijvende waarde: een onderwijsinstelling voor jonge meisjes, "de toekomstige  moeder en opvoedster van ons volk". Waaldijk was zich ervan bewust dat de positie van de Surinaamse vrouw verbetering behoefte en benutte het Emancipatiecomité om daar een wezenlijke bijdrage aan te leveren.

### Eerste Surinaamsche Huishoud- en Industrieschool

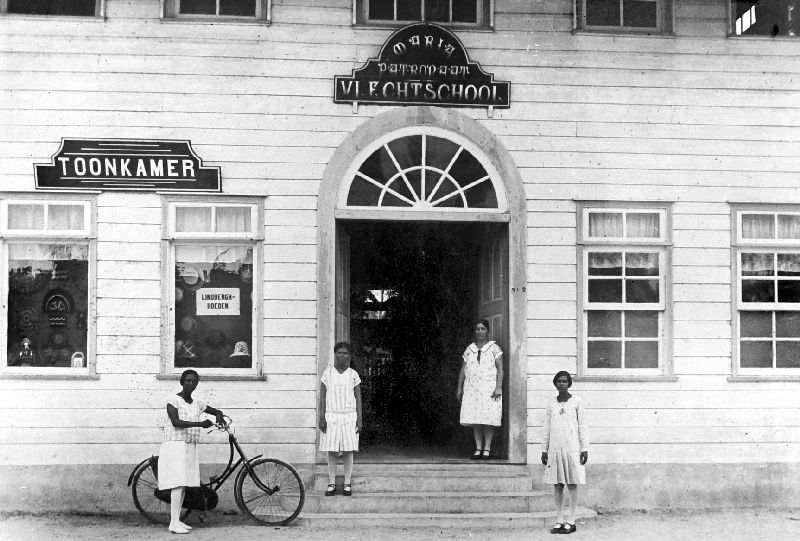
De ingang van de vlechtschool van het Maria Patronaat in Paramaribo.
Foto Augusta Curiel (ca. 1930)

Op 29 november 1938 opende Waaldijk de Eerste Surinaamsche Huishoud- en Industrieschool. De opleiding werd gevestigd in het gebouw van de Hoedenvlechtschool van de Evangelische Broedergemeente aan de Keizerstraat. Er was plaats voor veertig leerlingen.
In 1956 verhuisden de opleidingen naar een nieuw gebouw aan de Frederik Derbystraat, ontworpen door architect J.A. Wiegerinck. In 2006 werd de naam van de school veranderd in A.L. Waaldijkcollege - Eerste Surinaamse Huishoud- en Nijverheidsschool. In 2024 worden er dag- en avondopleidingen verzorgd voor sociale beroepen op vmbo en mbo niveau. Het aantal ingeschreven leerlingen is meer dan negentienhonderd.
Op 1 juli 1960 werden de pioniers van de Eerste Surinaamsche Huishoud- en Industrieschool geëerd. Foto’s van A.L. Waaldijk en H.J. de Vries werden onthuld in de hal van het Waaldijkcollege.

### Landbouwcomité
Waaldijk was voorzitter van het Creoolse Landbouw Comité die met steun van de regering op de gronden van de verlaten plantage Uitkijk in 1935 de landbouwvestiging Creola voor werkloze creolen heeft gerealiseerd.

### Bemiddelingsraad
Na een staking van de bauxietarbeiders werd in 1946 een Verordening op de Arbeidsbemiddeling van kracht. Daarmee werd de Bemiddelingsraad tot bevordering van de vreedzame bijlegging van geschillen over arbeidsaangelegenheden ingesteld. Waaldijk was lid en later voorzitter van de raad. De Bemiddelingsraad slaagde erin om gedurende lange tijd arbeidsrust in Suriname te scheppen. Waaldijk was voorzitter van een Koninkrijksdelegatie naar de conventie van de Internationale Arbeidsorganisatie in Genève.

### Raad van Advies
In 1952 werd hij benoemd tot lid van de Raad van Advies, het belangrijkste adviescollege van de regering van Suriname inzake voorgenomen verordeningen, wetten en besluiten van de gouverneur en zijn kabinet.

## Evangelische Broedergemeente

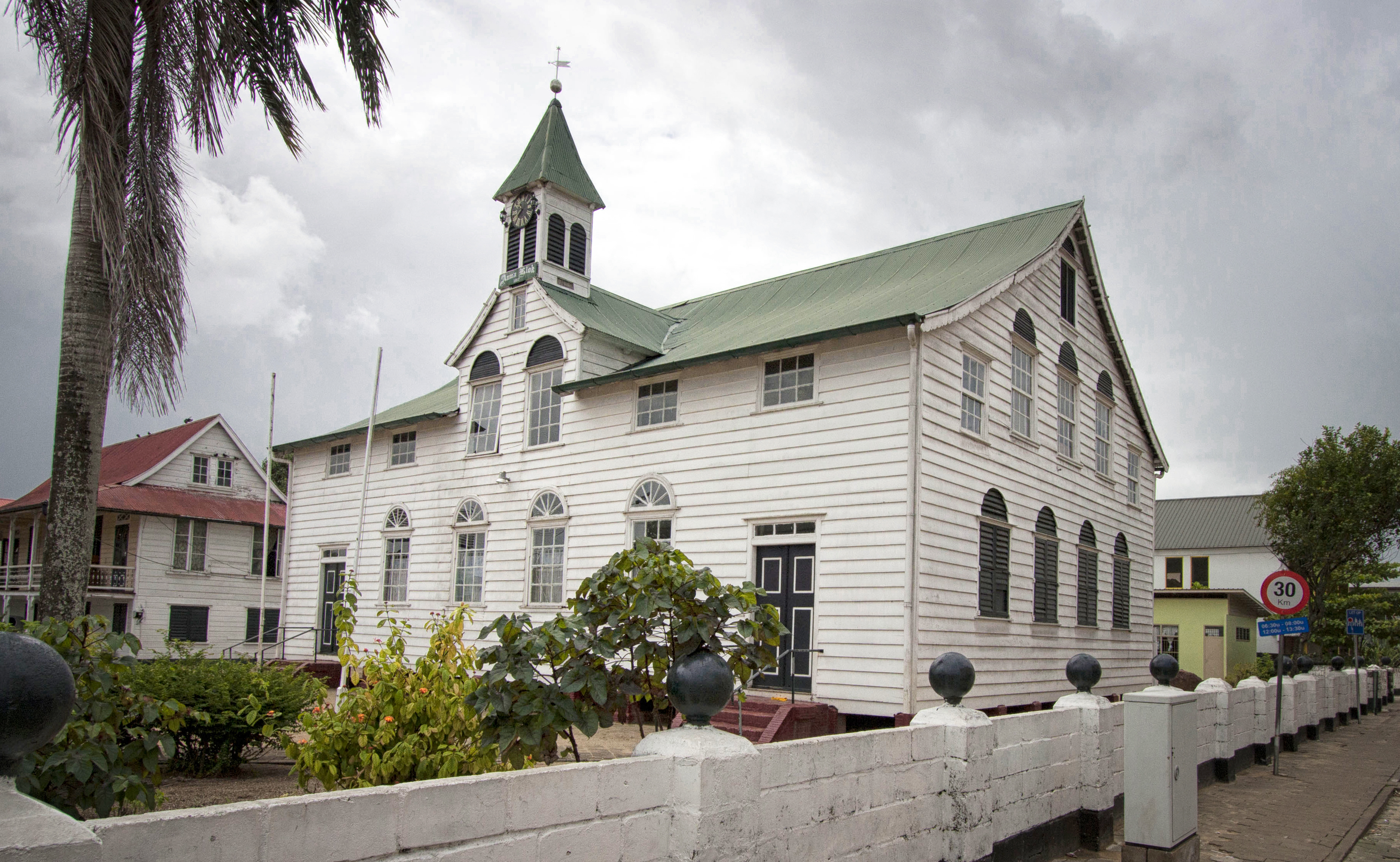
Rust en Vredekerk

Waaldijk was een actief lid van de Evangelische Broedergemeente. Hij was lid van de kerkenraad van de Rust en Vredegemeente in Paramaribo en afgevaardigde naar de synode. Hij zat namens de Broedergemeente in het bestuur van Leprozerie Bethesda. Hij was voorzitter van het Hernhutter Comité en leverde een grote bijdrage aan de boslandzending.

## Waardering
- Waaldijk werd in 1922 lid van vrijmetselaars loge Concordia. In 1928 kende deze hem de eretitel Meester van Eer toe.
- Waaldijk werd benoemd tot Ridder in de Orde van Oranje-Nassau en in 1958 bevorderd tot Officier.[2]
- Waaldijk woonde vanaf 1945 in de Grote Dwarsstraat in het centrum van Paramaribo. De straat werd op 1 juli 1959 (Emancipatiedag) omgedoopt in A.L.Waaldijkstraat.[13]